# Хронология войны в Донбассе
В статье представлена хронология войны в Донбассе — боевых действий на территории Донецкой и Луганской областей Украины, начавшихся в апреле 2014 года и предшествовавшие полномасштабному вторжению России на территорию Украины в феврале 2022 года.
Боевые действия ведутся между вооружёнными силами Украины с одной стороны и вооружёнными формированиями самопровозглашённых «Донецкой» и «Луганской народных республик» и вооружёнными силами России — с другой. Кроме вооружённых сил Украины, в боях против сепаратистов также участвовали добровольческие военизированные формирования.
Датой начала военных действий считается 12 апреля 2014 года, когда несколько десятков человек, некоторые из которых имели российское гражданство и ранее участвовали в аннексии Крыма, захватили административные здания в Славянске Донецкой области. Ими командовал Игорь Гиркин (Стрелков) — российский гражданин, связанный с российским олигархом Константином Малофеевым и премьер-министром Республики Крым Сергеем Аксёновым, которые, в свою очередь, имеют тесные связи с Кремлём.
До конца апреля 2014 года противостояние пророссийских военных формирований и украинских силовиков ограничивалось периодическими стычками, рейдами и нападениями на блокпосты с использованием стрелкового оружия.
12 мая, после состоявших в Донецкой и Луганской областях днём ранее референдумов о самоопределении, была провозглашена независимость Донецкой и Луганской народных республик, власти которых потребовали вывода со своей заявленной территории ВСУ и Национальной гвардии. Вместо этого украинская вооружённая группировка постепенно была усилена бронетехникой, вертолётами, начались артиллерийские обстрелы. На авиаудары сепаратисты отвечали огнём из переносных зенитно-ракетных комплексов, сбивая самолёты и вертолёты. К началу августа 2014 года силы АТО, вчетверо сократив территорию, контролировавшуюся сепаратистами с начала боевых действий, почти окружили Донецк и Луганск. Но в середине августа в помощь сепаратистам были направлены российские войска (Москва отрицала их использование, называла «отпускниками»), резко изменившие соотношение сил. В ходе начавшегося контрнаступления сепаратистов в окружении («котлах») оказались несколько тысяч украинских военных. В начале сентября 2014 года было заключено соглашение о перемирии, после чего интенсивность боевых действий снизилась, однако на отдельных направлениях столкновения и обстрелы продолжались с различной степенью интенсивности. С середины января 2015 года на всём протяжении фронта возобновились активные боевые действия. В результате боёв к началу февраля 2015 года сепаратистам удалось достичь значительных успехов. На переговорах 11-12 февраля был согласован новый комплекс мер по выполнению сентябрьского соглашения о перемирии.
Подписание Минских соглашений способствовало лишь переводу полномасштабного вооружённого конфликта со значительными жертвами в фазу боевых действий «низкой интенсивности». За четыре года, прошедшие с даты подписания Минских соглашений, фактически ни один их пункт не был выполнен. Россия обвиняла Украину в саботировании политической части минских договорённостей (предусматривающей принятие на постоянной основе особого статуса самопровозглашённых республик, закрепление его в Конституции Украины, проведение амнистии и организацию местных выборов), настаивая на том, что только после выполнения этих и ряда других пунктов соглашения может быть восстановлен контроль правительства Украины над всей российско-украинской границей. Украина заявляет о приоритетной необходимости установления международного контроля над границей между непризнанными республиками и Россией как ключевого условия, способствующего возвращению этих территорий в состав украинского государства.
С середины 2017 года руководство Украины, учитывая то, что процесс урегулирования кризиса в «нормандском формате» на основе Минских соглашений зашёл в тупик, сделало ставку на укрепление контактов с новой американской администрацией и достижение урегулирования в Донбассе на основе задействования миротворческого контингента ООН и усиления санкционного давления на Россию. Украинское руководство рассматривает вооружённый конфликт в Донбассе как проявление агрессии со стороны России. Российское руководство настаивало на том, что речь идёт о внутреннем конфликте, в котором Россия являлась одной из посредничающих сторон между украинскими властями и непризнанными республиками.
18 января 2018 года Верховная рада Украины приняла закон «Об особенностях государственной политики по обеспечению государственного суверенитета Украины над временно оккупированными территориями в Донецкой и Луганской областях», регламентирующий отношения с ДНР и ЛНР и механизм их возвращения в состав Украины. Закон в его окончательном виде по мнению МИД России зафиксировал отказ украинских властей от минских договорённостей. Россия в документе названа «агрессором», а неподконтрольные украинскому правительству территории — «оккупированными». 20 февраля президент Украины Пётр Порошенко подписал закон, а 24 февраля он вступил в силу.
14 октября 2021 года Владимир Зеленский заявил, что «Крым и Донбасс снова будут в Украине», а также посетил позиции украинских военных на Донбассе.
В 2021—2022 годах в российско-украинских отношениях протекал острый кризис, достигший своего пика в феврале 2022 года: 21 февраля Россия признала независимость ДНР и ЛНР, а 24 февраля российское руководство объявило о вторжении России на Украину.